# 왜관낙동강교
왜관낙동강교(倭館洛東江橋, Waegwannakdongganggyo(Br))는 경상북도 칠곡군 석적읍과 구미시 임오동을 잇는 경부고속도로 상의 다리로, 낙동강을 횡단한다. 서울 방면으로는 바로 남구미 나들목과 연결되며, 교량 전후로 선형이 불량한 구간이 존재한다.
서울 방면과 부산 방면이 나뉘어 두 개의 다리로 구성된 왜관낙동강교는, 서울 방면의 경우 경부고속도로 완전 개통 당시인 1970년 7월 7일 왕복 4차로, 편도 2차로로 개통되어 쌍방향으로 운용되었다. 그러다가 2003년 12월 13일 동대구 나들목 ~ 김천 분기점 71.8km 구간의 왕복 8차로로의 확장 개통이 이루어지면서 왜관낙동강교 역시 확장이 이루어지게 되었고, 그 과정에서 기존의 4차로 교량 옆에 새로 4차로 교량을 건설하여 해당 교량을 부산 방면으로, 본래의 왕복 4차로 교량을 서울 방면으로 운용되도록 변경되었다.